# Launay (Eure)
Launay ist eine französische Gemeinde mit 180 Einwohnern (Stand: 1. Januar 2022) im Département Eure in der Region Normandie (vor 2016 Haute-Normandie). Sie gehört zum Arrondissement Bernay und zum Kanton Brionne. Die Einwohner werden Launayens genannt.

## Geographie
Launay liegt etwa 14 Kilometer östlich von Bernay an der Risle. Umgeben wird Launay von den Nachbargemeinden Nassandres sur Risle im Norden, Goupil-Othon im Nordosten und Osten, Beaumontel im Südosten, Beaumont-le-Roger im Süden sowie Serquigny im Westen.

## Bevölkerungsentwicklung
| Jahr                       | 1962 | 1968 | 1975 | 1982 | 1990 | 1999 | 2006 | 2019 |
| Einwohner                  | 242  | 197  | 197  | 166  | 202  | 216  | 215  | 195  |
| Quellen: Cassini und INSEE |      |      |      |      |      |      |      |      |

## Sehenswürdigkeiten
- Kirche Notre-Dame-Saint-Lubin aus dem 12. Jahrhundert mit Umbauten aus dem 15. und 17. Jahrhundert
- Reste einer Burg
- Reste eines Herrenhauses